# نشان ستاره برنزی
نشان ستاره برنزی (انگلیسی: Bronze Star Medal) که به ستاره برنزی هم مشهور است، نام یک نشان لیاقت است که به نیروهای مسلح ایالات متحده آمریکا بابت دستاوردهای یا خدمات قهرمانانه و همچنین خدمات شایسته در جریانِ جنگ اعطا می‌شود.
اگر این نشان را نیروی هوایی ایالات متحده آمریکا اهدا کند، به همراه آن یک نشانِ «V» شکل طلایی یا برنزی (موسوم به: V" Device") و اگر آنرا سپاه تفنگداران دریایی ایالات متحده آمریکا یا نیروی دریایی ایالات متحده آمریکا یا گارد ساحلی ایالات متحده آمریکا اهدا کند، یک نشانِ «V» شکل طلایی یا برنزی (موسوم به: "Combat "V) هم به‌همراهش داده می‌شود که فرد می‌تواند آنرا روی روبان مدالش نصب کند.
افسران سایر نیروهای مسلح ایالات متحده، همانند سربازان خارجی که در کنار یا در کنار یکی از شاخه‌های نیروهای مسلح ایالات متحده خدمت کرده‌اند، واجد شرایط دریافت این نشان هستند.

## دریافت‌کنندگان سرشناس مدال ستاره برنزی
- اسپیرو اگنیو، معاون رئیس‌جمهور ایالات متحده آمریکا و فرماندار مریلند
- جیمز آرنس، درجه‌دار ارتش و هنرپیشه
- لی وان کلیف، بازیگر
- ارنست همینگوی،[۳] نویسنده